# Руббра, Эдмунд
Эдмунд Дункан Руббра, CBE (англ. Edmund Duncan Rubbra, 23 мая 1901, Нортгемптон — 14 февраля 1986, Джерардс-Кросс, Бакингемшир) — британский композитор и пианист. Кавалер ордена Британской империи.

## Жизнь и творчество
Эдмунд Руббра родился в простой, небогатой семье и уже в раннем возрасте показал себя музыкально одарённым. В возрасте 8 лет он начинает занятия игрой на фортепиано. В 14-летнем возрасте юноша уходит из школы и, чтобы финансово поддержать семью, работает сперва клерком в бюро, а затем служащим на железной дороге. В 17-летнем возрасте Руббра организует в Нортгемптоне концерт по произведениям Сирила Скотта, после чего последний принимает Руббра к себе в ученики. Затем следуют занятия музыкой в университете Рединга и, получив стипендию, в Королевском музыкальном колледже (Royal College of Music) в Лондоне, где его преподавателем был среди прочих Густав Холст. После окончания учёбы в 1925 году он зарабатывает в основном преподаванием, музыкальным сопровождением и как журналист в области музыкальной культуры. Во время Второй мировой войны Руббра организует музыкальное трио, в которое входили, кроме того, скрипач Джошуа Глазир (позднее Норберт Брейнин) и виолончелист Уильям Плит. Эта концертная группа выступала вплоть до 1956 года. В период с 1947 по 1968 год Руббра преподаёт как доцент в Ворчестерском колледже Оксфордского университета. С 1961 по 1974 он профессор по композиции Гильдхльской школы музыки и драмы (Guildhall School of Music and Drama). В 1960 году он награждается орденом Британской империи (CBE).
Эдмунд Руббра является автором 164 музыкальных произведения. В это число входят 11 симфоний) 12-я осталась неоконченной), 4 скрипичных концерта и прочие концертные работы. Кроме этого, он написал целый ряд вокальных произведений религиозного содержания, в том числе Missa Cantuarensis и, после своего обращения в католическую веру в 1948 году — Missa in honorem Sancti Dominici. Особый интерес у композитора вызывает английская музыка эпохи Ренессанса. Чётко прослеживается в его произведениях техника контрапункта. чем они близки сочинениям Иоганна Брамса. Руббра также пишет отдельный учебник на тему контрапункта.
Наибольший успех у британской публики и широкая известность пришли к Эдмунду Руббре в 1930-е годы после написания им его первых трёх симфоний.

## Избранные сочинения
- Симфонии:
  - 1. Sinfonie op. 44 (1936)
  - 2. Sinfonie D-Dur op. 45 (1937)
  - 3. Sinfonie op. 49 (1939)
  - 4. Sinfonie op. 53 (1941)
  - 5. Sinfonie B-Dur op. 63 (1947)
  - 6. Sinfonie op. 80 (1954)
  - 7. Sinfonie C-Dur op. 88 (1956)
  - 8. Sinfonie op. 132, Hommage à Teilhard de Chardin (1968)
  - 9. Sinfonie op. 140, Resurrection (1971)
  - 10. Sinfonie op. 145, da Camera (1974)
  - 11. Sinfonie op. 153, à Colette (1979)

- Концерты:
  - Концерт для фортепиано и оркестра op. 30
  - Sinfonia Concertante C-Dur op. 38 (1936)
  - Концерт для скрипки и оркестра A-Dur op. 75
  - Концерт для фортепиано и оркестра G-Dur op. 85
  - Концерт для скрипки и оркестра A-Dur op. 103
  - Импровизация для скрипки и оркестра op. 89
  - Soliloquy для виолончели и оркестра

- Оркестровые произведения:
  - The Morning Watch op. 55 (1941)
  - A Tribute op. 56 (1942)
  - Ode to the Queen op. 83 (1953)

- Сонаты:
  - Sonate для скрипки и фортепиано Nr. 1 op. 11
  - Sonate для скрипки и фортепиано Nr. 2 op. 31
  - Соната для виолончели и фортепиано G-Dur op. 60
  - Sonate для гобоя и фортепиано C-Dur op. 100
  - Sonate для скрипки и фортепиано Nr. 3 op. 133

- Камерная музыка:
  - Скрипичный квартет Nr. 1 F-Dur op. 35
  - Klaviertrio Nr. 1 in einem Satz op. 68
  - Скрипичный квартет Nr. 2 E-Dur op. 73
  - Скрипичный квартет Nr. 3 op. 112
  - Klaviertrio Nr. 2 op. 138
  - Скрипичный квартет Nr. 4 op. 150
  - Duo для английского рожка и фортепиано op. 156